# Ндеру, Джон
Джон Мваура Ндеру (англ. John Mwaura Nderu; 18 мая 1946 — 17 августа 2017, Накуру) — кенийский боксёр, представитель легчайшей весовой категории. Выступал за национальную сборную Кении по боксу в середине 1960-х — начале 1970-х годов, чемпион Африки, бронзовый призёр Игр Содружества, участник летних Олимпийских игр в Мюнхене.

## Биография
Джон Ндеру родился 18 мая 1946 года.
Первого серьёзного успеха в боксе на взрослом международном уровне добился в сезоне 1966 года, когда вошёл в основной состав кенийской национальной сборной и побывал на Играх Британской империи и Содружества наций в Кингстоне, откуда привёз награду бронзового достоинства — на стадии полуфиналов легчайшей весовой категории был остановлен нигерийцем Эдди Ндукву.
В 1972 году в легчайшем весе одержал победу на домашнем чемпионате Африки в Найроби. Благодаря череде удачных выступлений удостоился права защищать честь страны на летних Олимпийских играх в Мюнхене — в категории до 54 кг благополучно прошёл первых двоих соперников по турнирной сетке, тогда как в третьем четвертьфинальном бою раздельным решением судей потерпел поражение от британца Джорджа Тёрпина, который в итоге стал бронзовым призёром этого олимпийского турнира.
После мюнхенской Олимпиады Ндеру больше не показывал сколько-нибудь значимых результатов в боксе на международной арене.
Умер 17 августа 2017 года в больнице города Накуру в возрасте 75 лет.